# Шали ди Лауро (Фођа)
Шали ди Лауро (итал. Sciali di Lauro) је насеље у Италији у округу Фођа, региону Апулија.
Према процени из 2011. у насељу је живело 330 становника. Насеље се налази на надморској висини од 2 м.